# Санино (Рыбинский район)
В Ярославской области есть ещё одна деревня Санино, в Любимском районе.
Санино — деревня в Погорельском сельском округе Глебовского сельского поселения Рыбинского района Ярославской области .
Деревня расположена к востоку от центра сельского округа, села Погорелка. Здесь, среди в целом лесной местности существует относительно большое поле, на котором расположились небольшие деревни. В 1 км к северу от Санино стоит деревня Палкино, а к северо-востоку — Гришино. К юго-западу от Санино стоит деревня Дуброво, а юго-востоку Дорогушино .
Деревня Санина указана на плане Генерального межевания Рыбинского уезда 1792 года.
На 1 января 2007 года в деревне не числилось постоянных жителей . Почтовое отделение, расположенное в центре сельского округа, селе Погорелка, обслуживает в деревне Санино 10 домов .